# Convulsão

Exame de Ressonância Magnética.

Convulsão é uma manifestação de um fenômeno eletrofisiológico anormal temporário que ocorre no cérebro (descarga bioenergética) e que resulta numa sincronização anormal da atividade elétrica neuronal. Estas alterações podem reflectir-se a nível da tonicidade muscular  (gerando contrações involuntárias da musculatura, como movimentos desordenados, ou outras reações anormais como desvio dos olhos e tremores), alterações do estado mental, ou outros sintomas psíquicos.
Dá-se o nome de epilepsia à síndrome médica na qual existem episódios de descargas elétricas anormais dos neurônios, ocasionando alterações autonômicas, sensoriais ou motoras. O termo “convulsão “ se aplica às crises motoras. As crises epiléticas são recorrentes e involuntárias, com ou sem perda de consciência. Também podem ocorrer  em pessoas que não sofrem desta condição médica sendo, neste caso, secundárias a algum fator desencadeante.

## Sintomas das convulsões
- A crise convulsiva é generalizada quando há movimentos de braços e pernas, desvio dos olhos e liberação dos esfínteres associada à perda da consciência. É também chamada de "grande mal"
- É denominada focal simples, quando as contrações acontecem em um membro do corpo (braço ou perna) e não fazem com que a pessoa perca a consciência. Se houver perda da consciência associada à contração de apenas um membro, dá-se o nome de "focal complexa".
- As crises podem se apresentar ainda como uma "moleza" generalizada no corpo da pessoa; estas são as crises atônicas.
- A crise de ausência se caracteriza pela perda da consciência, em geral sem quedas e sem atividade motora. A pessoa fica com o “olhar perdido” por alguns momentos.
- As crises menores podem ser chamadas de "pequeno mal".

## Tipos de convulsão
As convulsões generalizadas podem ser subdivididas:
- De ausência: geralmente ocorrem em crianças. Como o nome implica, a pessoa fica ausente do mundo consciente por um breve período.
- Clônicas: causam convulsões ou movimentos involuntários em ambos os lados do corpo.
- Mioclônicas: envolvem os movimentos involuntários na parte superior do corpo e dos membros.
- Tônicas: resultam na contração súbita dos músculos. Essas convulsões são mais comuns durante o sono.
- Atônicas: envolvem a perda do controle muscular, fazendo a pessoa desmaiar ou cair.
- Tônico-clônicas: envolvem uma combinação dos sintomas das convulsões tônicas e clônicas.

## Principais causas de convulsão
São várias as causas que podem levar à convulsão, sendo as principais:
- Acidentes de carro, quedas e outros traumas na cabeça(TCE);
- Meningite;
- Desidratação grave;
- Intoxicações ou reações a medicamentos;
- Hipoxemia perinatal (falta de oxigênio aos recém nascidos em partos complicados);
- Hipoglicemia (baixa glicose no sangue);
- Epilepsias (crises convulsivas repetitivas não relacionadas à febre nem a outras causas acima relacionadas; têm forte herança familiar);
- Convulsão febril (causada por febre);
- Tumores (primitivos ou metastáticos);
- Eclâmpsia.

É importante reforçar que a convulsão não é transmissível (não se “pega”), não havendo motivo para evitar contato com pessoas que sofreram algum distúrbio convulsivo ou discriminá-las. Também deve ser lembrado que há outras causas de convulsões além da epilepsia (citadas acima).

## Convulsão febril
A convulsão febril é o distúrbio convulsivo mais comum na infância. Acomete de 2 a 5% das crianças até cinco anos de idade. Ela é definida como "uma crise que ocorre na infância, geralmente entre três meses e cinco anos de idade, associada a febre, mas sem evidência de infecção intracraniana (como meningite) ou de doença neurológica aguda (trauma, tumor)". Normalmente não deixa sequelas, raramente ocorre mais de três vezes e desaparece após os cinco anos de idade. A crise febril normalmente é generalizada e ocorre durante a rápida elevação da febre.

## Procedimentos durante uma crise convulsiva
A crise convulsiva costuma ser um momento muito estressante. A primeira coisa que deve se ter em mente é que a maioria das crises dura menos que cinco minutos e que a mortalidade durante a crise é baixa. Assim, deve-se manter a calma para que se possa ajudar a pessoa.
Medidas protetoras que devem ser tomadas no momento da crise:
- Deitar a pessoa (caso ela esteja de pé ou sentada), evitando quedas e traumas;
- Remover objetos (tanto da pessoa quanto do chão), para evitar traumas;
- Afrouxar roupas apertadas;
- Proteger a cabeça da pessoa com a mão, roupa, travesseiro;
- Lateralizar a cabeça para que a saliva escorra (evitando aspiração);
- Limpar as secreções salivares, com um pano ou papel, para facilitar a respiração;
- Observar se a pessoa consegue respirar;
- Afastar os curiosos, dando espaço para a pessoa;
- Reduzir estimulação sensorial (diminuir luz, evitar barulho);
- Permitir que a pessoa descanse ou até mesmo durma após a crise;
- Se a convulsão dura mais de 3 minutos, ou se é a primeira convulsão, levar à emergência de um hospital.

Se possível, após tomar as medidas acima, devem-se anotar os acontecimentos relacionados com a crise. Deve-se registrar:
- Início da crise;
- Duração da crise;
- Eventos significativos anteriores à crise;
- Se há incontinência urinária ou fecal (eliminação de fezes ou urina nas roupas);
- Como são as contrações musculares;
- Forma de término da crise;
- Nível de consciência após a crise.

### O que não fazer durante e após uma crise convulsiva
Várias medidas erradas são comumente realizadas no socorro de uma pessoa com crise convulsiva. Não deve ser feito:
- NÃO se deve imobilizar os membros (braços e pernas), deve-se deixá-los livres;
- NÃO tentar balançar a pessoa. Isso gera falta de ar.
- NÃO coloque os dedos dentro da boca da pessoa, involuntariamente ela pode feri-lo.
- NÃO dar banhos nem usar compressas com álcool caso haja febre pois há risco de afogamento ou lesão ocular pelo álcool;
- NÃO medique, mesmo que tenha os medicamentos, na hora da crise, pela boca. Os reflexos não estão totalmente recuperados, e pode-se afogar ao engolir o comprimido e a água;
- Se a convulsão for provocada por acidente ou atropelamento, não retire a pessoa do local, atenda-a e aguarde a chegada do socorro médico.
- NÃO realizar atividades físicas pelo menos até 48 horas após a crise convulsiva.

## Tratamento
Medicamentos usados para prevenir crises convulsivas:
- Carbamazepina (1a linha para tratar ausências)
- Valproato (1a linha para epilepsia generalizada ou parcial)
- Diazepam (usado para prevenir convulsão em pacientes sem epilepsia)
- Etossuximida (poucos efeitos colaterais)
- Gabapentina (bom efeito analgésico)
- Lamotrigina (excelente em combinação com outros)
- Fenobarbital (usado quando benzodiazepinas não funcionam)
- Fenitoína (primeiro anticonvulsivante inventado)
- Primidona
- Topiramato